# تيري غريفيثس
تيرنس «تيري» غريفيثس (بالإنجليزية: Terry Griffiths)‏  (16 أكتوبر 1947 – 1 ديسمبر 2024) لاعب سنوكر من ويلز. عمل بعد تقاعده مدربًا للعبة السنوكر. فاز ببطولة العالم للسنوكر مره واحدة في عام 1979.

## روابط خارجية
- تيري غريفيثس على موقع IMDb (الإنجليزية)
- تيري غريفيثس على موقع CueTracker.net (الإنجليزية)